# Gengidae
Gengidae Fennah, 1949, è una piccola famiglia di insetti dell'ordine dei rincoti omotteri, superfamiglia dei Fulgoroidei.
A differenza della famiglia Hypochthonellidae, i Gengidae hanno corpo pigmentato, sono provvisti di occhi e hanno ali ben sviluppate. Le zampe presentano, come in tutti i Fulgoroidei, le coxe allungate e quelle posteriori hanno il secondo tarsomero poco sviluppato e privo di denti nel margine apicale.

## Sistematica
La famiglia comprende circa solo 5 specie a diffusione afrotropicale, ripartite fra due generi: